# Chiesa di Santa Maria (Nottingham)
La chiesa di Santa Maria (in inglese: St Mary's Church) o anche chiesa di Santa Maria Vergine (Church of St Mary the Virgin) è una chiesa nella città inglese di Nottingham e l'edificio religioso più antico della storia di Nottingham, così come la seconda "cattedrale" della città (diocesi anglicana di Southwell e Nottingham) dopo la cattolica cattedrale di San Barnaba e il più grande edificio medievale di Nottingham. La chiesa di Santa Maria è elencata come un edificio storico di prima classe nel Regno Unito ed è anche uno dei cinque edifici protetti di prima classe a Nottingham. La chiesa di Santa Maria ha aperto una scuola domenicale nel 1751.